# 曼利海滩

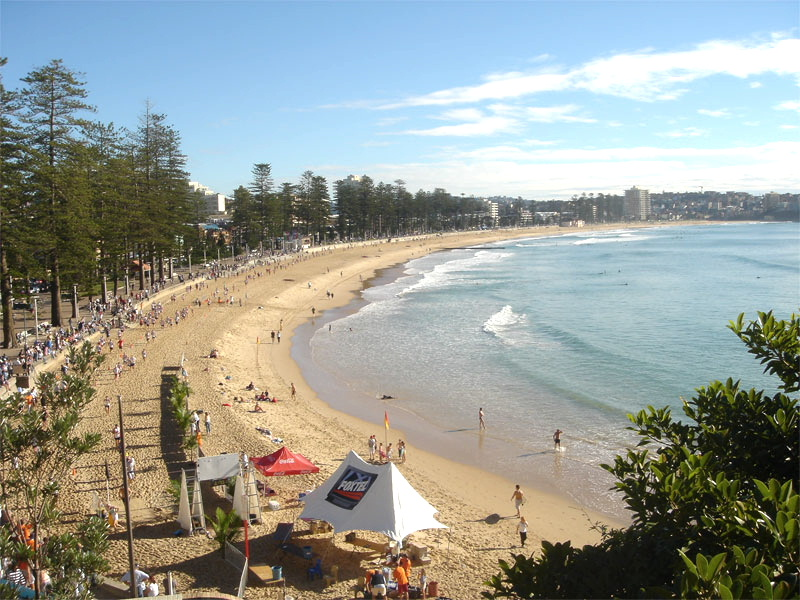
曼利海滩

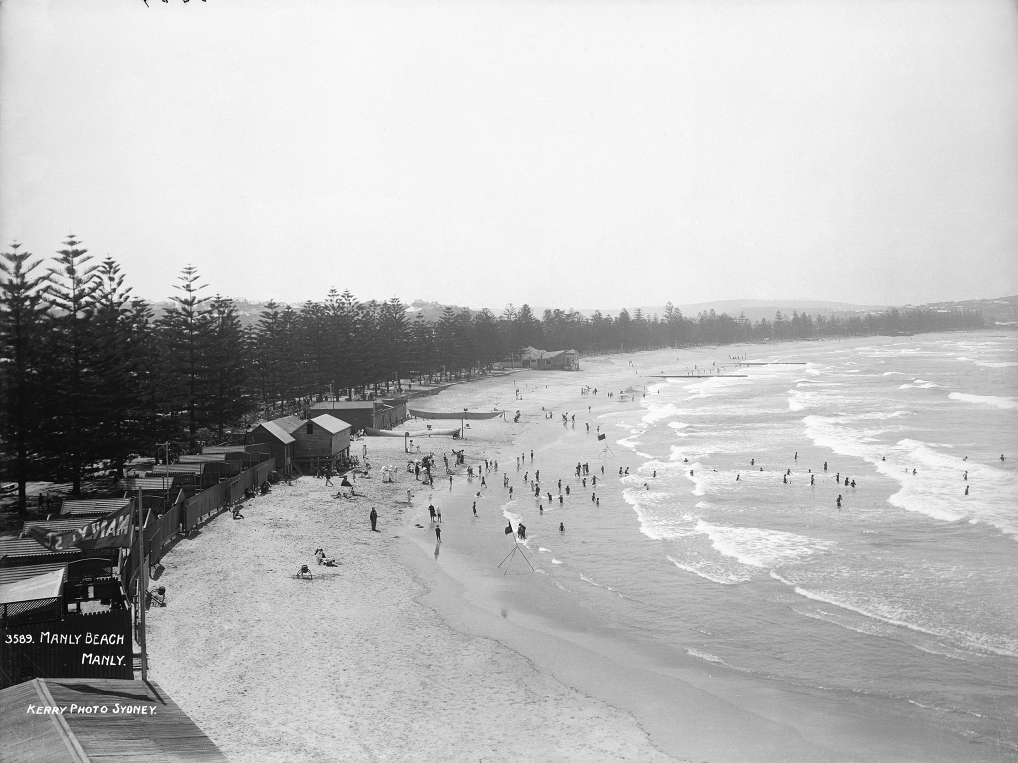
1900年的曼利海滩

曼利海滩（英語：Manly Beach）是澳大利亚新南威尔士州悉尼北部海滩其中一个。由北向南可以划分为三个区域，皇后崖（Queenscliff）、北斯丹恩（North Steyne）和南斯丹恩（South Steyne）。
这个由亚瑟·菲利浦（Authur Phillip）上校命名的海滩，名稱與當地土著有關。菲利浦上校是这样说的：“土著人民的自信以及他们充满男子气概的行为让我想到了为这个地方取名为曼利湾。”
从曼利海滩沿着海岸小道步行就能到达仙女亭（Fairy Bower）和雪莱海滩（Shelley Beach）。镇上有商店、餐馆、夜店以及酒吧。曼利当地政府在南斯丹恩一整年都有安排救生员，每年10月至4月在北斯丹恩和皇后崖也有安排救生员。志愿者救生员们也会在每年的10月至5月的周末和公众假期在海滩上巡查。
从悉尼的轮渡终点站环形码头（Circular Quay）坐轮渡去曼利海滩只需30分钟。也可以选择乘坐私人轮渡往返至环形码头和曼利海滩，只限周一至周六。私人轮渡（也叫高速轮渡）有两种，只需18分钟就能到达。科索（Corso）作为曼利的步行区是人们购物以及吃饭的主街之一，这一块区域从轮渡码头和海港沙滩算起到曼利海滩的半岛为止，并且它将北斯丹恩和南斯丹恩的边界划分了出来。

## 图片集

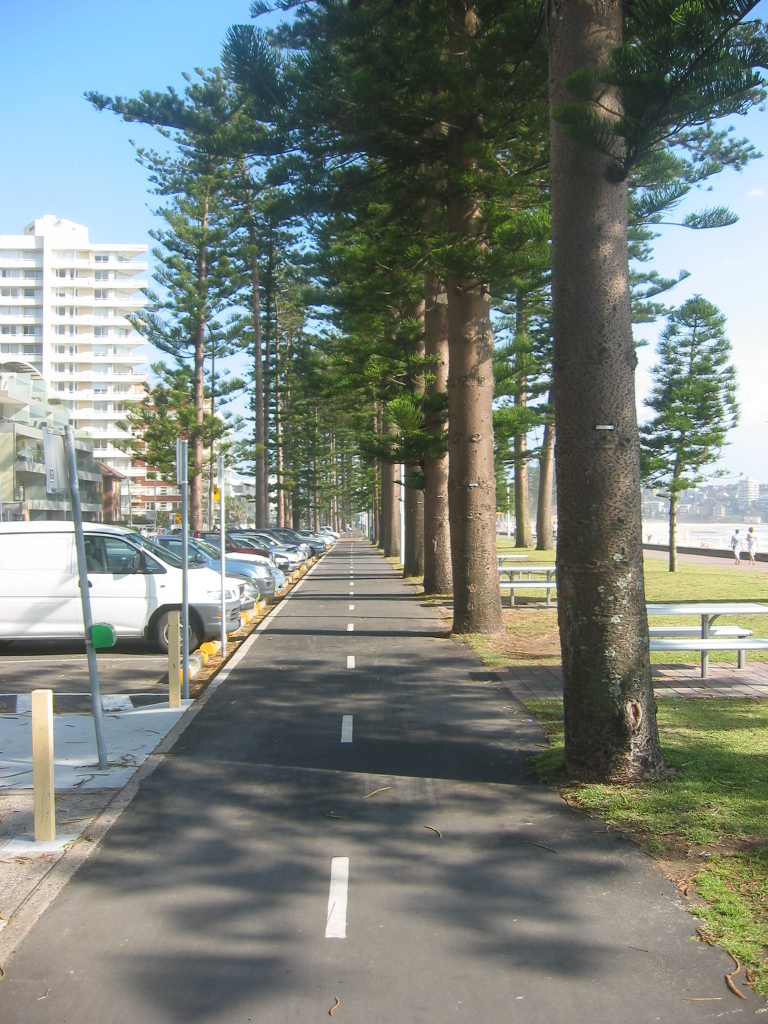
曼利海滩的人行道和自行车道
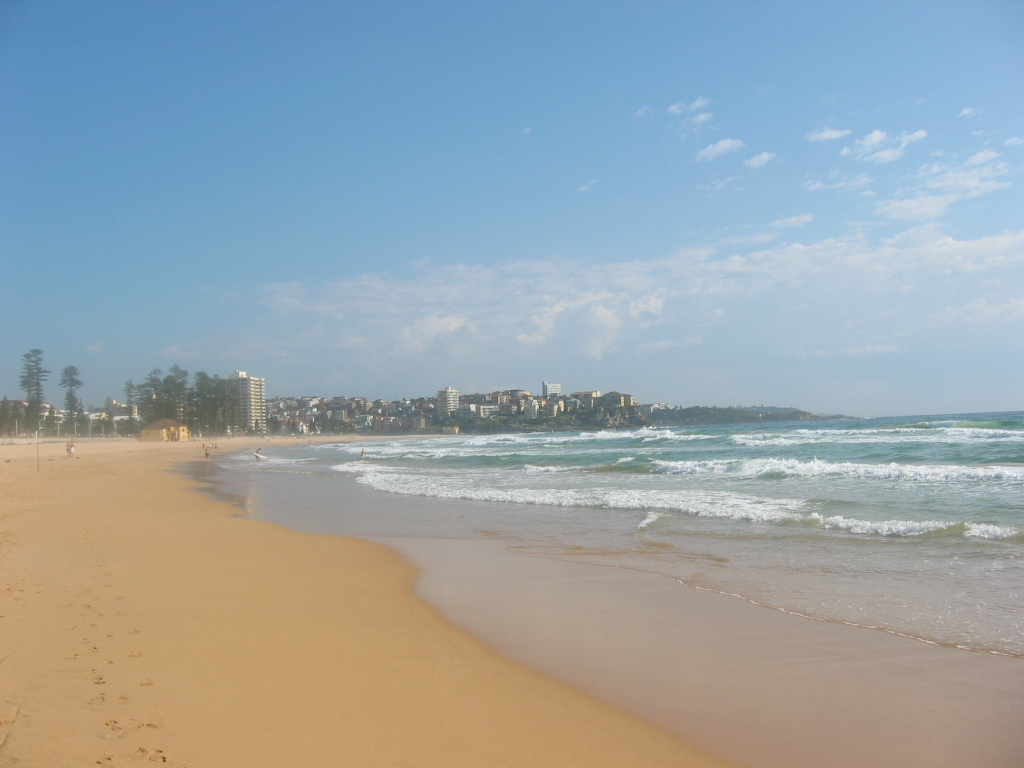
曼利海滩北部视角
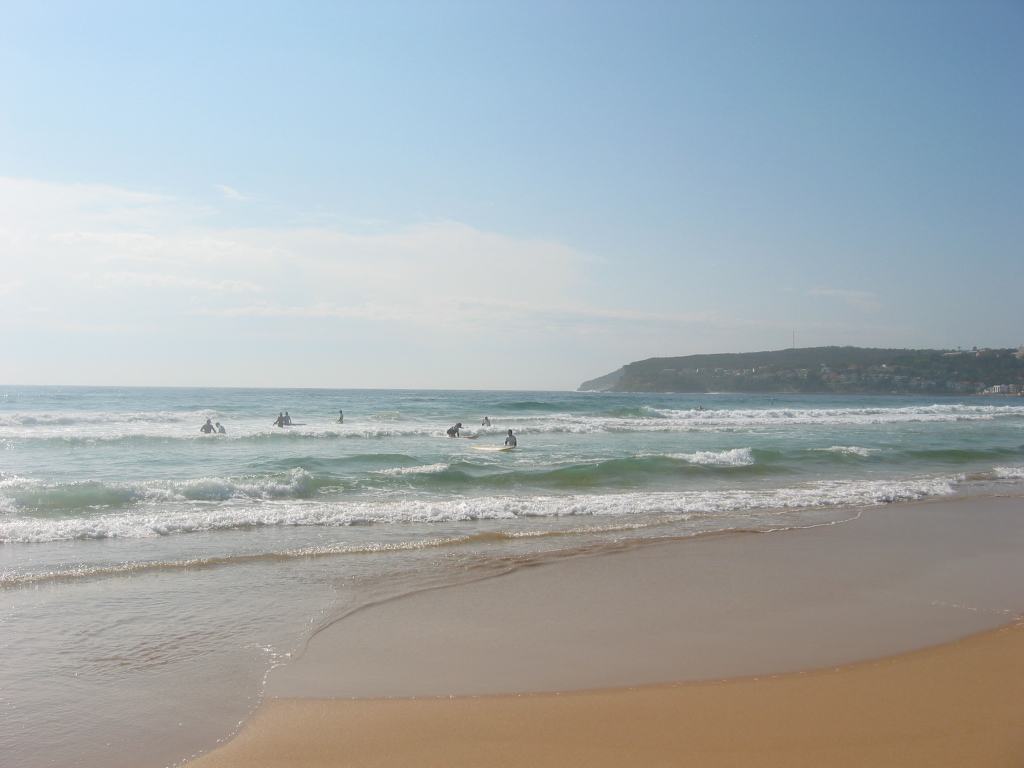
东部
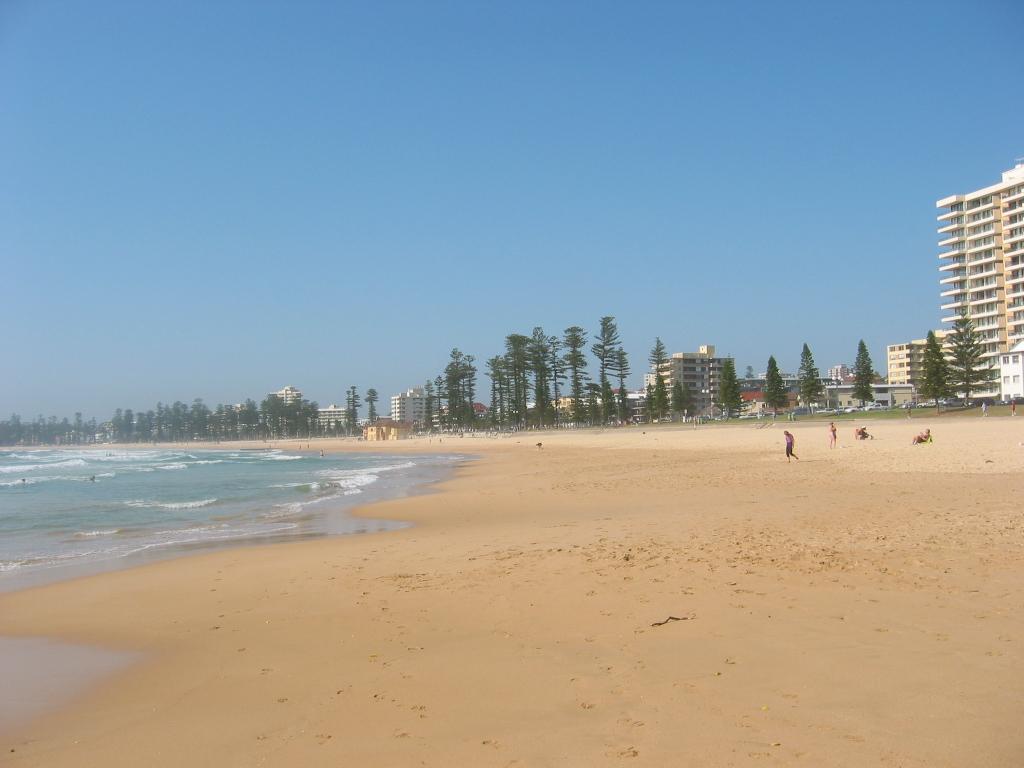
南部
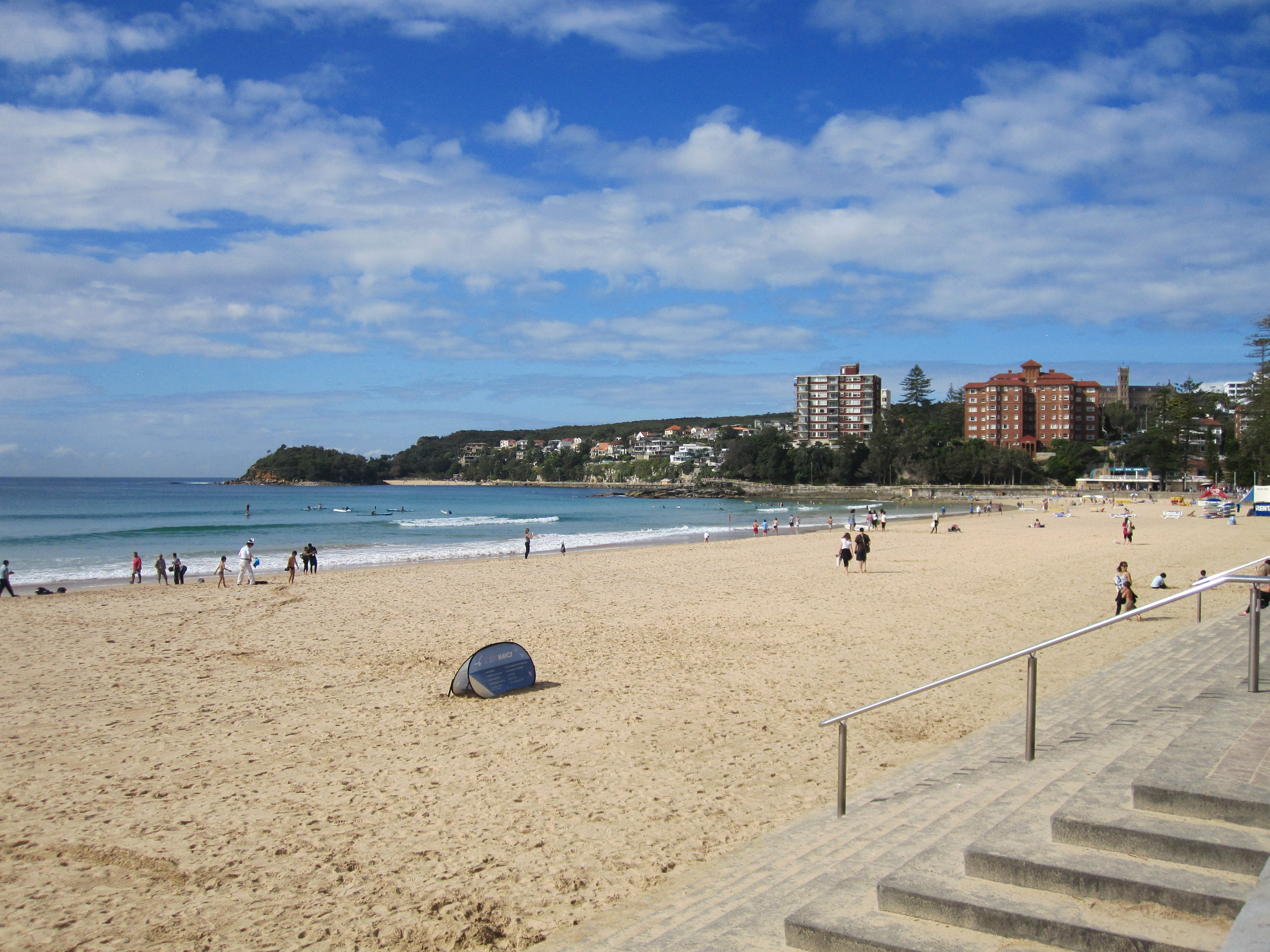
2011年的曼利海滩